# انگیزاننده‌های دولتی برای خودروهای برقی

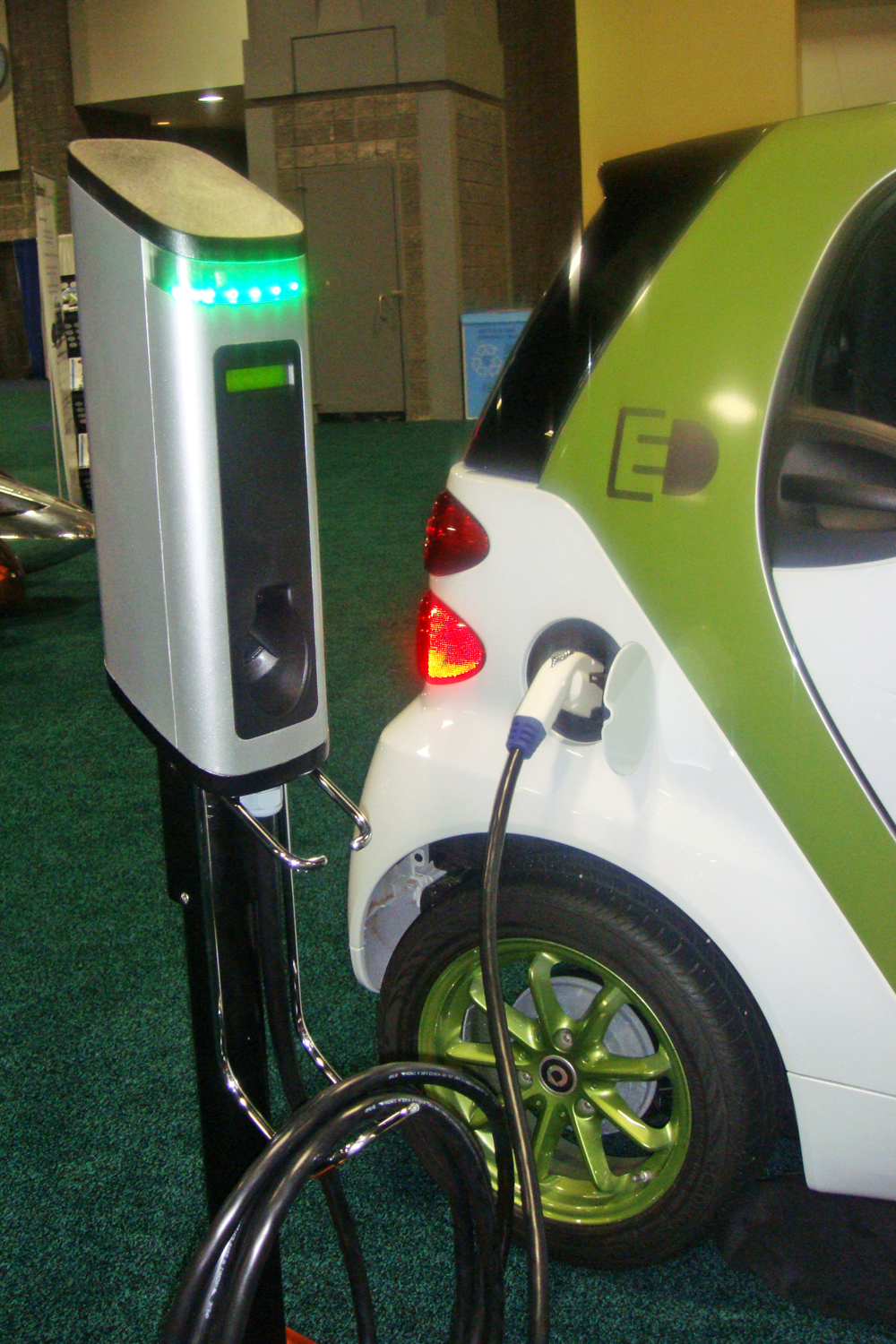
در بیشتر مناطق جهان دولت‌ها تسهیلات گوناگونی قائل می‌شوند تا بهره‌گیری از خودرو برقی را به امری رایج تبدیل کنند. خودرو نشان داده شده در تصویر یک اسمارت فورتوی برقی در حال شارژ شدن است.

انگیزاننده‌های دولتی برای خودروهای برقی به تسهیلات مالی و غیر مالی‌ای گفته می‌شود که دولت‌های ملی و محلی در سرتاسر جهان برای تشویق مردم به بهره‌گیری از خودروهای برقی به جای بهره‌گیری از خودروهای سوخت فسیلی، به کار می‌گیرند. معمولاً میزان تسهیلات ارائه شده بستگی به نوع باتری و گنجایش آن، طول مسافت قابل پیمایش با یک بار شارژ و اینکه آیا خودرو کاملاً یا نیمه برقی است، دارد.

## آسیا

### ایران
تاکنون اقدام خاصی جهت تولید انبوه یا فراگیر شدن استفاده از خودروی برقی در ایران صورت نگرفته‌است. در دی ۱۳۹۳، معصومه ابتکار رئیس سازمان محیط‌زیست اعلام کرد که سازمان متبوعش در نظر دارد که انگیزاننده‌هایی برای استفاده‌کنندگان خودروهای برقی در نظر بگیرد. در ابتدای سال ۱۳۹۳ نیز، دولت تعرفه سود بازرگانی گمرکی واردات خودرو برقی به کشور را حذف کرده بود.

### چین

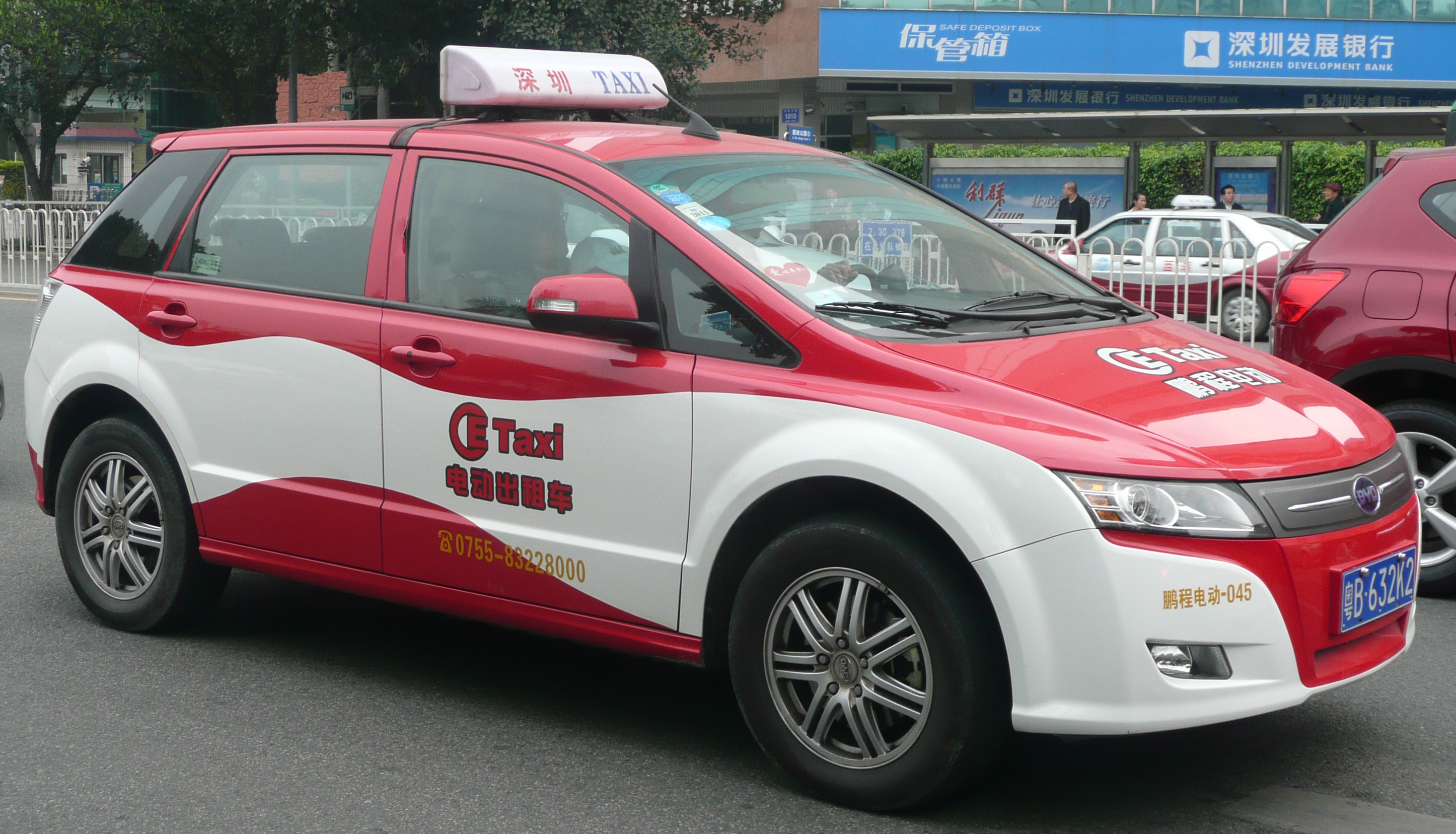
تاکسی تمام برقی ساخت شرکت چینی BYD مدل e6 در شهر شنژن چین.

دولت چین در سال ۲۰۰۹ طرحی را برای تبدیل این کشور به یکی از کشورهای پیشرو در زمینه خودروهای تمام-برقی و دونیرو شارژی تا سال ۲۰۱۲ شروع کرد. هدف این کشور از اجرای این طرح تبدیل کشور به غول صنعتی جهان و ایجاد اشتغال و افزایش صادرات و کاهش آلودگی شهری و وابستگی به نفت بود. البته تحقیقی نشان داد که با اینکه جایگزینی خودروهای برقی با خودروهای مشابه احتراقی، آلودگی هوای محلی را کاهش خواهد داد اما میزان کاهش گازهای گلخانه ای فقط به میزان ۱۹٪ خواهد بود، چرا که ۷۵٪ الکتریسته تولیدی در نیروگاه‌های این کشور از سوزاندن زغال‌سنگ می‌باشد.
در فوریه ۲۰۱۸ برای تشویق بیشتر خرید خودروهای تمام-برقی، کشور چین میزان کمک هزینه دولتی خرید را برای خودروهایی که توان طی مسافت بیشتری دارند را افزایش داد. کمک هزینه دولتی برای خودروهایی که توان طی مسافتی بیش از ۴۰۰ کیلومتر دارند از ۴۴۰۰۰ یوان به ۵۰۰۰۰ یوان افزایش یافت در حالیکه خودروهای با برد زیر ۱۵۰ کیلومتر از لیست خودروهایی که شامل کمک هزینه خرید می‌شدند حذف گردید.

### ژاپن

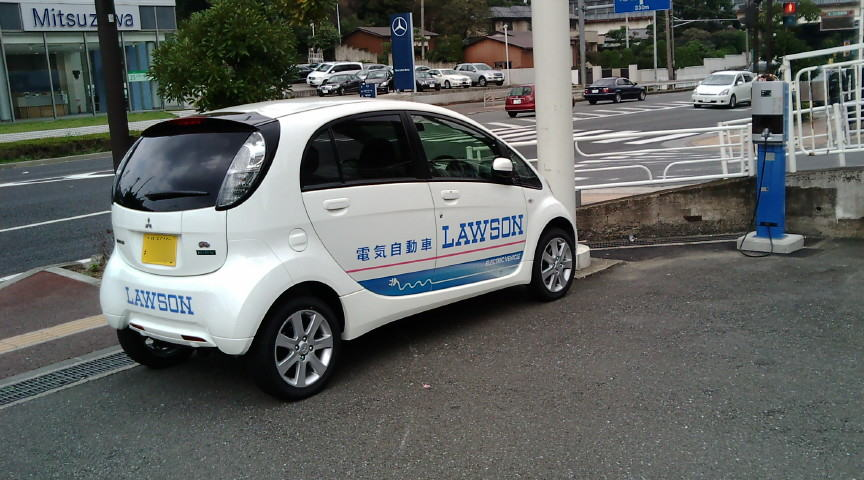
میتسوبیشی در حال شارژ در خیابانهای ژاپن

ژاپن پس از آمریکا بیشترین تعداد خودروی برقی را داراست. از سال ۲۰۰۹ تا سپتامبر ۲۰۱۴ تعداد ۹۵هزار خودروی برقی در این کشور به فروش رفته‌است.
اولین برنامه تشویقی دولت ژاپن در زمینه حمایت از خودروی برقی در سال ۱۹۹۶ شروع شد و در سال ۱۹۹۸ با برنامه مقدماتی خودروهای با انرژی پاک ادغام شد. در این برنامه یارانه و تخفیف مالیاتی جهت خرید برق، گاز طبیعی، متانول و وسائل نقلیه برقی در نظر گرفته شده بود. در این پروژه یارانه خرید تا ۵۰٪ هزینه‌های اضافه خرید خودروی برقی نسبت به خودروی معمولی پیش‌بینی شده بود. این برنامه تا سال ۲۰۰۳ ادامه پیدا کرد.

در ادامه سیاست‌های تشویقی، دولت ژاپن در برنامه‌ای که تا سال ۲۰۱۴ میلادی تمدید شد یارانه‌ای حدود ۸۵۰۰ دلار به خریداران خودروی برقی پرداخت می‌کرد.

## اروپا

### اتریش
در اتریش خودروهای برقی از پرداخت مالیات‌های ماهیانه بر خودرو و سوخت معافند. همچنین یک مشوق ۸۰۰ یورویی نیز تا تاریخ ۳۱ اوت ۲۰۱۲ به دارندگان خودروهای با سوخت متفاوت ارائه می‌شده‌است.

### بلژیک
دولت بلژیک تا سقف ۳۰٪ تخفیف مالیات بردرامد به میزان ۹٬۱۹۰ یورو برای خریداران خودرو برقی تا تاریخ ۳۱ دسامبر ۲۰۱۲ در نظر گفته بود. خودروهای برقی دوگانه سوز از قاعده مستثنا بودند. همچنین نصب و راه‌اندازی ایستگاه‌های شارژ خودروهای برقی در این کشور شامل ۴۰٪ تخفیف مالیاتی به مبلغ ۲۵۰ یورو می‌شوند. همچنین در منطقه والونیا نیز دولت ۴٬۵۰۰ یورو بیش از مناطق دیگر به خریداران می‌پرداخت. (تا ۳۱ دسامبر ۲۰۱۲).

### جمهوری چک
در جمهوری چک خودروهای برقی و دوگانه سوز از پرداخت مالیات جاده‌ها معاف هستند.

### استونی
در کشور استونی دولت بودجه‌ای معادل ۹٬۰۰۰٬۰۰۰ یورو به جهت وام برای خرید خودروهای برقی در نظر گرفته‌است. دولت برای واردات هر خودرو برقی تا سقف ۱۸٬۰۰۰ یورو یارانه می‌پردازد.

### آلمان

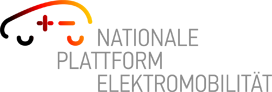
لوگوی بستر ملی آلمان برای خودروهای برقی (NPE)

بستر ملی آلمان برای خوروهای برقی (NPE), طرح تشویقی آلمان برای تبدیل این کشور به بازار پیشرو در زمینه خودروهای الکتریکی است. در ماه می سال ۲۰۱۰، صدراعظم این کشور آنگلا مرکل، مطابق با برنامه ملی این کشور برای خوروهای برقی، هدفی را برای آوردن ۱ میلیون خودروی برقی تا سال ۲۰۲۰ بر روی جاده‌های این کشور تعیین کرد. با این حال این کشور اعلام کرد که کمک هزینه ای برای خرید خودروهای برقی پرداخت نخواهد کرد و به جای آن فقط بر روی تحقیقات در زمینه خودروهای برقی سرمایه‌گذاری خواهد کرد. خودروهای برقی برای مدت ۵ سال از ثبت نامشان از مالیات معاف خواهند بود. در سال ۲۰۱۶ این عدد از ۵ سال به ۱۰ سال افزایش یافت.

### یونان
تمامی خودروهای برقی و دوگانه سوز در کشور یونان از پرداخت مالیات ثبت نام معافند.

### ایتالیا
در ایتالیا دارندگان خودروهای برقی از زمان خرید تا پنج سال از پرداخت مالیات بر حمل و نقل معاف هستند. پس از آن نیز تنها ۲۵٪ یک خودرو سوخت فسیلی مالیات پرداخت می‌کنند.

### لوگزامبورگ
تا ۳۱ دسامبر ۲۰۱۱ خریداران خودروهایی که میزان انتشار گاز دی‌اکسید کربن آنها از ۶۰ گرم بر کیلومتر کمتر باشد، یک تخفیف ۳٬۰۰۰ یورویی از طرف دولت لوگزامبورگ دریافت می‌کنند. برای آنکه متقاضی احراز صلاحیت شود، می‌بایست موافقت کند تا برق لازم برای شارژ خودرو را از منابع تجدیدپذیر تأمین نماید.

### موناکو
دولت موناکو تا سقف ۹٬۰۰۰ یورو به خریداران خودروهای دوگانه سوز و برقی وام می‌دهد. به علاوه اینکه دارندگان این گونه خودروها مجازند در هر پارکینگی که خواستند به‌طور رایگان ماشین خود را پارک نمایند.

### رومانی
در رومانی، دولت وامی به میزان ۲۵٪ قیمت یک خودرو برقی نو (تا سقف ۵٬۰۰۰ یورو) به خریداران ارائه می‌کند. علاوه بر این، افرادی که تمایل دارند ماشین قدیمی خود را با یک خودرو برقی نو تعویض کنند نیز می‌توانند به عوض ماشین قدیمی خود، تا سقف ۵٬۰۰۰ یورو از دولت به شکل وام دریافت کنند.

## آمریکای شمالی

### کانادا

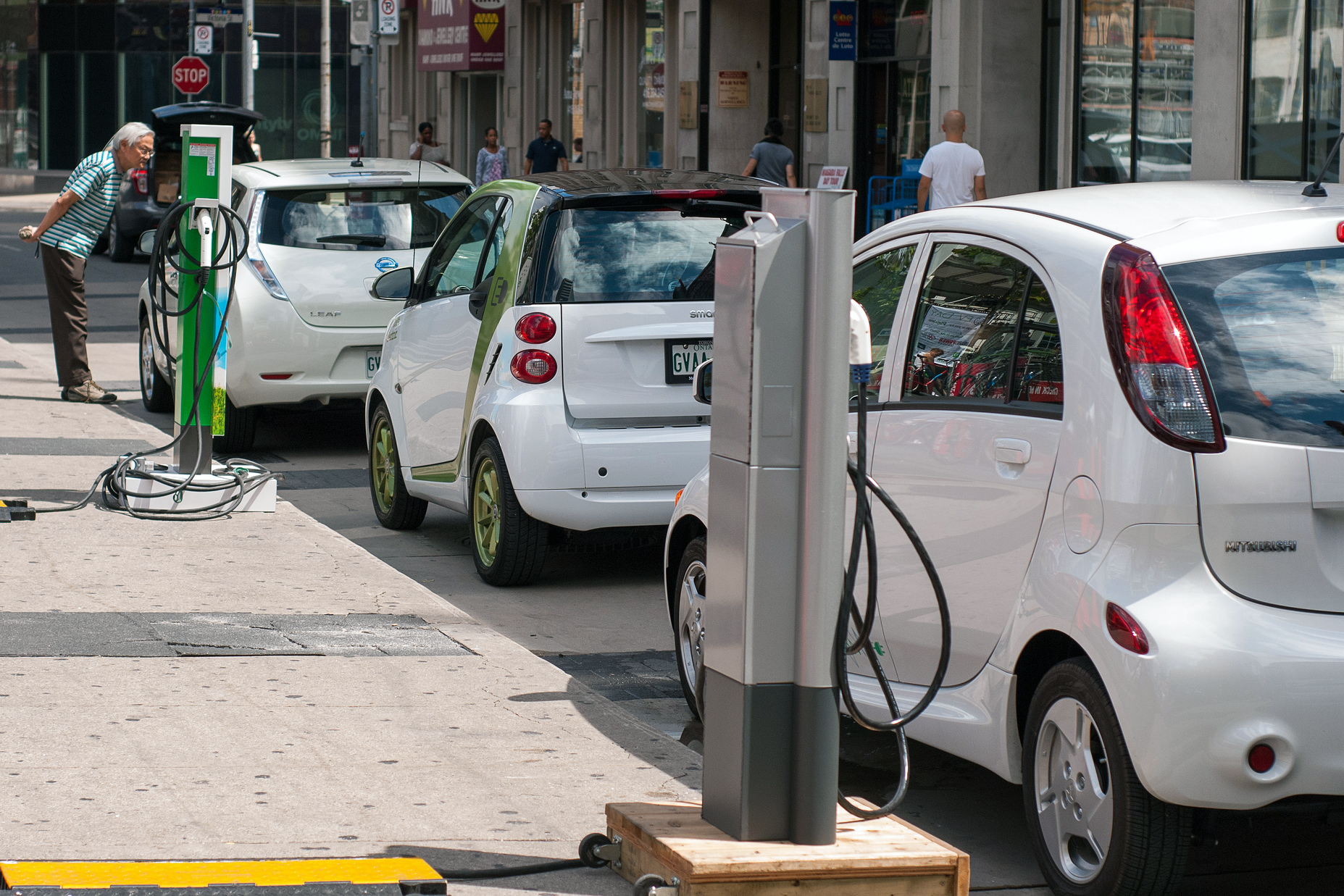
نیسان لیف، اسمارت فورتوی برقی، و پژو یون (از دور به نزدیک) خودروهای برقی در حال شارژ در محله داون‌تاون تورنتو.

دولت اونتاریو از ۲۱ ژوئن ۲۰۱۰ تخفیفی به میزان ۵٬۰۰۰ (برای خودروهای برقی تا سقف ۴ کیلو وات در ساعت) تا ۸٬۵۰۰ دلار کانادا (برای خودروهای برقی تا سقف ۱۷ کیلو وات در ساعت) در نظر گرفته‌است. این تخفیف برای ۱۰٬۰۰۰ تن نخستین است که به خرید خودروهای برقی در این استان اقدام می‌کنند. دولت اونتاریو همچنین نوع تازه‌ای از پلاک ماشین به نام "پلاک سبز،Green Licence Plate" را ارائه کرده‌است که به دارندگان خودروهای برقی داده می‌شود و آنان را از مزایایی همچون امکان تردد در مسیرهایی که تنها خودروهای بیش از یک سرنشین اجازه عبور دارند و نیز امکان پارک و شارژ خودرو در پارکینگ‌های ویژه بهره‌مند می‌سازد. گفتنی است این مزایا ممکن است پس از مدت زمان خاصی که بهره‌گیری از خودروهای برقی رایج شد، لغو گردند.

### آمریکا
طبق مصوبه امنیت و انرژی پاک کنگره آمریکا در سال ۲۰۰۹، هر خودروی برقی یا دونیرو که از باتری با حداقل انرژی ۵ کیلووات ساعت استفاده کند، شامل اعتبارات مالیاتی خاص می‌گردد. البته میزان اعتبارات اختصاص یافته از این محل نمی‌تواند از ۵۰۰۰ دلار بیشتر باشد. به عنوان مثال نیسان لیف در بازار آمریکا تا سقف ۷۵۰۰ دلار اعتبار مالیاتی دارد و تویوتا پریوس دونیرو که از باتری ۵٫۲ کیلووات ساعت استفاده می‌کند، اعتبار مالیاتی‌اش ۲۵۰۰ دلار است.